# 오정세
오정세(1977년 2월 26일~)는 대한민국의 배우이다.

## 학력
- 성일고등학교(졸업)
- 선문대학교(신문방송학 / 졸업)

## 연기 활동

### 영화
- 2001년 영화 《수취인불명》 ... 경찰 1 역
- 2003년 영화 《거울 속으로》 ... 박 형사 역
- 2003년 영화 《오! 브라더스》 ... 남 선생 역
- 2004년 영화 《내 여자친구를 소개합니다》 ... 조 경장 / 왕자 1 역
- 2004년 영화 《페이스》 ... 민호 역
- 2004년 영화 《귀신이 산다》 ... 백 사장 비서 역
- 2005년 영화 《레드아이》 ... 30대 남 역
- 2005년 영화 《이대로, 죽을 순 없다》 ... 오 실장 역
- 2005년 영화 《너는 내 운명》 ... 구형검사 역
- 2005년 영화 《6월의 일기》 ... 소매치기 역
- 2006년 영화 《달려라 장미》 ... 영화사 사장 역
- 2006년 영화 《눈부신 하루》
- 2006년 영화 《연애, 그 참을 수 없는 가벼움》 ... 태구 역
- 2006년 영화 《우리들의 행복한 시간》 ... 김 선생 역
- 2006년 영화 《무도리》 ... 외기러기 역
- 2006년 영화 《팔월의 일요일들》 ... 소국 역
- 2006년 영화 《사랑할 때 이야기하는 것들》 ... 미란 애인 역
- 2006년 영화 《조용한 세상》 ... 창배 역
- 2007년 영화 《허브》 ... 좌판 주인 역
- 2007년 영화 《뷰티풀 선데이》 ... 유창원 역
- 2007년 영화 《우아한 세계》 ... 매니저 역(특별출연)
- 2007년 영화 《극락도 살인사건》 ... 이 형사 역
- 2007년 영화 《경의선》 ... 방송국 PD 역
- 2007년 영화 《식객》 ... 젊은 성현 역
- 2008년 영화 《라듸오 데이즈》 ... 만철 역
- 2008년 영화 《무림여대생》 ... 김 순경 역
- 2008년 영화 《아내가 결혼했다》 ... 병수 역(우정출연)
- 2009년 영화 《똥파리》 ... 짜장면 남 역
- 2009년 영화 《인사동 스캔들》 ... 근복 역
- 2009년 영화 《시크릿》 ... 경호 역
- 2010년 영화 《베스트셀러》 ... 중년 3 역
- 2010년 영화 《방자전》 ... 호방 역
- 2010년 영화 《부당거래》 ... 김 기자 역
- 2010년 영화 《쩨쩨한 로맨스》 ... 해룡 역
- 2011년 영화 《퀵》 ... 박달용 역
- 2011년 영화 《커플즈》 ... 복남 역
- 2011년 영화 《돼지의 왕》 ... 황경민 역(목소리출연)
- 2011년 영화 《퍼펙트 게임》 ... 해설자 역(우정출연)
- 2012년 영화 《시체가 돌아왔다》 ... 정명관 역
- 2012년 영화 《코리아》 ... 오두만 역
- 2012년 영화 《5백만불의 사나이》 ... 필수 역
- 2013년 영화 《남자사용설명서》 ... 이승재 역
- 2013년 영화 《뒷담화: 감독이 미쳤어요》
- 2013년 영화 《런닝맨》 ... 장도식 역
- 2013년 영화 《히어로》 ... 썬더 맨 역
- 2013년 영화 《사이비》 ... 성철우 역
- 2014년 영화 《하이힐》 ... 허곤 역
- 2014년 영화 《방황하는 칼날》 ... 무전(목소리 출연, 우정출연)
- 2014년 영화 《타짜: 신의 손》 ... 서 실장 역
- 2014년 영화 《레드카펫》 ... 조진환 역
- 2015년 영화 《션샤인 러브》 ... 길호 역
- 2015년 영화 《탐정: 더 비기닝》 ... 입원실 오렌지남 역
- 2016년 영화 《돌고돌고돌고》
- 2016년 영화 《목숨 건 연애》 ... 허종구 역
- 2017년 영화 《조작된 도시》 ... 민천상 역
- 2017년 영화 《거미맨》 ... 거미맨(수오) 역
- 2018년 영화 《머니백》 ... 택배 역
- 2018년 영화 《레슬러》 ... 도나 스토커 역(우정출연)
- 2018년 영화 《스윙키즈》 ... 강병삼 역
- 2019년 영화 《그대 이름은 장미》 ... 순철 역
- 2019년 영화 《극한직업》 ... 테드 창 역 (첫 천만영화)
- 2019년 영화 《메모리즈》 ... 석우 역
- 2020년 영화 《콜》 ... 성호 역
- 2021년 영화 《나는 나를 해고하지 않는다》 ... 서충식 역
- 2021년 영화 《장르만 로맨스》
- 2021년 영화 《크리스마스 선물》
- 2022년 영화 《서울대작전》 … 안평욱 역
- 2023년 영화 《스위치》 ... 조윤 역
- 2023년 영화 《킬링 로맨스》 ... 찜질방 사장 역(우정출연)
- 2023년 영화 《거미집》 … 강호세 역
- 2025년 영화 《하이파이브》 … 박종민 역

### 드라마
- 2005년 SBS 대하사극 《서동요》 ... 화랑 역
- 2006년 OCN 금요 미니시리즈 《썸데이》 ... 서정준 역
- 2008년 SBS 월화 미니시리즈 《타짜》 ... 이광태 역
- 2010년 MBC 주말연속극 《민들레 가족》 ... 박재훈 역
- 2011년 SBS 금요 미니시리즈 《더 뮤지컬》 ... 구작 역
- 2012년 MBC 수목 미니시리즈 《보고싶다》 ... 주정명 역
- 2013년 KBS2 수목 미니시리즈 《연애를 기대해》 ... 필립 역
- 2013년 KBS2 월화 미니시리즈 《미래의 선택》 ... 나주현 역
- 2013년~2014년 MBC 수목 미니시리즈 《미스코리아》 ... 김홍삼 역
- 2014년 KBS2 드라마스페셜 《나 곧 죽어》 ... 우진 역
- 2014년 MBC 수목 미니시리즈 《개과천선》 ... 박상태 역
- 2014년 tvN 금토 미니시리즈 《아홉수 소년》 ... 구광수 역
- 2014년 tvN 금토 미니시리즈 《미생》 ... 이 부장 남편 역(특별출연)
- 2015년 tvN 금토 미니시리즈 《하트 투 하트》 ... 마트 직원 역
- 2015년 M-net 목요 미니시리즈 《더 러버》 ... 오도시 역
- 2015년 KBS2 드라마 스페셜 《계약의 사내》 ... 김진성 역
- 2015년~2016년 MBC 수목 미니시리즈 《달콤살벌 패밀리》 ... 위리안 역
- 2016년 MBC 수목 미니시리즈 《한 번 더 해피엔딩》 ... 돌싱남 역(특별출연)
- 2016년 OCN 일요 미니시리즈 《뱀파이어 탐정》 ... 용구형 역
- 2016년 SBS 드라마스페셜 《딴따라》 ... 검사 역(특별출연)
- 2016년 KBS2 월화 미니시리즈 《뷰티풀 마인드》 ... 강현준 역
- 2016년~2017년 MBC 월화 미니시리즈 《불야성》 ... 상철 역
- 2017년 MBC 수목 미니시리즈 《미씽나인》 ... 정기준 역
- 2017년 SBS 월화 미니시리즈 《조작》 ... 한철호 역(특별출연)
- 2018년 OCN 주말 미니시리즈 《미스트리스》 ... 김영대 역
- 2019년 tvN 수목 미니시리즈 《진심이 닿다》 ... 연준규 역
- 2019년 KBS2 수목 미니시리즈 《동백꽃 필 무렵》 ... 노규태 역
- 2019년~2020년 SBS 금토 미니시리즈 《스토브리그》 ... 권경민 역
- 2020년 tvN 드라마 스테이지 《남편에게 김희선이 생겼어요》 ... 김진묵 역
- 2020년 tvN 토일 미니시리즈 《사이코지만 괜찮아》 ... 문상태 역
- 2020년 JTBC 월화 미니시리즈 《모범형사》 ... 오종태 역
- 2021년 tvN 수목 미니시리즈 《간 떨어지는 동거》 ... 재진의 형 역(특별출연)
- 2021년 tvN 주말 미니시리즈 《지리산》 ... 정구영 역
- 2021년~2022년 TV조선 주말 미니시리즈 《엉클》 ... 왕준혁 역
- 2022년 JTBC 주말 미니시리즈 《모범형사 2》 ... 오종태 역
- 2022년 tvN 주말 미니시리즈 《작은 아씨들》 ... 신현민 역(특별출연)
- 2023년 SBS 금토 미니시리즈 《악귀》 ... 염해상 역
- 2023년 Netflix 오리지널 미니시리즈 《스위트홈 시즌 2》 ... 임 박사 역
- 2023년 TVING 오리지널 미니시리즈 《이재, 곧 죽습니다》 ... 안지형 역
- 2024년 tvN 주말 미니시리즈 《눈물의 여왕》 ... 의사 역(특별출연)
- 2024년 Netflix 오리지널 미니시리즈 《Mr. 플랑크톤》 … 어흥 역
- 2025년 tvN 주말 미니시리즈 《별들에게 물어봐》 ... 강강수 역
- 2025년 Netflix 오리지널 미니시리즈 《폭싹 속았수다》 ... 염병철 역
- 2025년 JTBC 주말 미니시리즈 《굿보이》 … 민주영 역
- 2025년 Disney+ 오리지널 미니시리즈 《북극성》 … 장준상 역

### 연극
- 2006년 《라이어》1탄
- 2004년 《이발사 박봉구》

### 방송
- 2011년 《놀러와》(MBC)
- 2013년 《행진》(SBS)
- 2013년 《1박 2일 시즌2》 310~311회(KBS)
- 2014년 《해피 투게더》(KBS)
- 2020년 《냐옹은 페이크다》(tvN)
- 2023년 《유 퀴즈 온 더 블럭》(tvN)

## 광고
- 2014년 KT GiGA(with 뉴질랜드 마오리족 하카댄스단)
- 2014년 리디북스 리디북스가 필요한 순간(with 김효서)
- 2017년 핀크 - 술집편, 택시편
- 2019년 경동나비엔 콘덴싱이 옳았다(with 유지태, 이소윤)
- 2020년 맥도날드 맥올데이(with 한예리, 돈스파이크)
- 2020년 KB국민카드 EASY카드 - 오박사 역(with 금새록 등)
- 2020년 KB증권 평생무료
- 2020년 엔제리너스
- 2020년 광동제약 경옥고
- 2021년 일동제약 아로나민 골드

## 수상 및 후보
| 연도 | 시상식                         | 부문                                       | 작품                          | 결과 |
| ---- | ------------------------------ | ------------------------------------------ | ----------------------------- | ---- |
| 2011 | 제8회 맥스무비 최고의 영화상   | 최고의 남자 조연배우상                     | 쩨쩨한 로맨스                 | 후보 |
| 2017 | MBC 연기대상                   | 미니시리즈부문 남자 황금연기상             | 미씽나인                      | 수상 |
| 2019 | 제6회 한국영화제작가협회상     | 남우조연상                                 | 스윙키즈                      | 수상 |
| 2019 | KBS 연기대상                   | 베스트 커플상(with 염혜란)                 | 동백꽃 필 무렵                | 수상 |
| 2019 | KBS 연기대상                   | 중편드라마부문 남자 조연상                 | 동백꽃 필 무렵                | 수상 |
| 2020 | 제56회 백상예술대상            | TV부문 남자 조연상                         | 동백꽃 필 무렵                | 수상 |
| 2020 | SBS 연기대상                   | 남자 베스트 캐릭터상                       | 스토브리그                    | 수상 |
| 2020 | SBS 연기대상                   | 장르‧액션부문 남자 우수연기상              | 스토브리그                    | 후보 |
| 2020 | 제5회 동아닷컴‘s PICK          | 기승전요정세                               | 빈칸                          | 수상 |
| 2021 | 제7회 아시아태평양 스타 어워즈 | 남자 연기상                                | 사이코지만 괜찮아, 스토브리그 | 수상 |
| 2021 | 제57회 백상예술대상            | TV부문 남자 조연상                         | 사이코지만 괜찮아             | 수상 |
| 2021 | 제8회 들꽃영화상               | 남우주연상                                 | 나는 나를 해고하지 않는다     | 후보 |
| 2023 | 제14회 코리아 드라마 어워즈    | 남자 최우수 연기상                         | 악귀                          | 수상 |
| 2023 | 제59회 대종상                  | 남우조연상                                 | 거미집                        | 수상 |
| 2023 | 제44회 청룡영화상              | 남우조연상                                 | 거미집                        | 후보 |
| 2023 | SBS 연기대상                   | 미니시리즈 장르·액션부문 남자 최우수연기상 | 악귀                          | 후보 |
| 2024 | 제33회 부일영화상              | 남우조연상                                 | 거미집                        | 후보 |